# Stig Henriksson
Stig-Göran Henriksson, född 30 maj 1955 i Hakkas kyrkobokföringsdistrikt, Gällivare kommun, Norrbottens län, är en svensk politiker (vänsterpartist). Han var ordinarie riksdagsledamot 2002 och 2014–2017, invald för Västmanlands läns valkrets, och var även kommunalråd och kommunstyrelseordförande i Fagersta kommun 1998–2014. Han var ledamot i Vänsterpartiets partistyrelse 2004–2006 och är det ånyo sedan 2014. Under hans 16 år som kommunalråd i Fagersta, varav 12 med egen majoritet för Vänsterpartiet, gjorde sig kommunen beryktad som partiets väsentligt starkaste med ett avsevärt större stöd än på riksplanet. 

## Biografi

### Uppväxt och tidiga år
Henriksson växte upp i byn Yrttivaara, sex mil söder om Gällivare i Lappland. I byn talades meänkieli vilket blev hans modersmål och först i skolan lärde han sig svenska. År 1968 flyttade familjen till Gällivare och i samband med att stora gruvstrejken bröt ut vaknade hans politiska intresse på allvar. Henriksson flyttade sedan till Uppsala för att utbilda sig till sjukgymnast vid Uppsala universitet, en utbildning han valde för att bli garanterad jobb. I Uppsala träffade han sin dåvarande sambo Elisabeth. Då hon kom från Kalmar och han från Norrbottens län gjordes en kompromiss och paret flyttade till Fagersta, där de fortfarande bor och parets tre barn växt upp.

### Politisk karriär
Även om det politiska intresset var väckt sedan tio år tillbaka var det först 1977 som han gick med i Vänsterpartiet. När han tre år senare kom till Fagersta (1980) var partiet det minsta i kommunfullmäktige och befann sig i kris efter att den dåvarande ordförande åkt fast för haschinnehav. På ett extrainsatt årsmöte valdes då den nyinflyttade Henriksson till ordförande för Vänsterpartiet Kommunisterna i kommunen. Arton år senare, i valet 1998, gick partiet från 22 procent till 44 procent och blev Fagerstas största parti.
Henriksson blev kommunalråd i Fagersta och styrde kommunen i koalition med de borgerliga. Vid nästa val (2002) fick Vänsterpartiet i Fagersta egen majoritet med 53,8 procent och 2006 steg siffrorna till 58,3 procent. År 2010 blev det åter egen majoritet för Vänsterpartiet med 55,6 procent. Under sin tid som kommunalråd gjorde Henriksson kommunen skuldfri samtidigt som flera skattesänkningar kunde genomföras.
I valet 2014 backade Vänsterpartiet till 29,5 procent och blev näst största parti bakom Socialdemokraterna, varpå Henriksson avgick som kommunalråd. Istället tog han plats i riksdagen då han genom personval tagit Vänsterpartiets enda mandat i Västmanlands län, efter att stått som tvåa på riksdagslistan. Henriksson valdes in i riksdagen redan 2002 men avsade sig då uppdraget.
Henriksson tillhör de så kallade förnyarna inom Vänsterpartiet och var en av de ledande gestalterna i nätverket Vägval Vänster.